# Presbytère d'Iracoubo
Le presbytère d'Iracoubo est un presbytère situé dans la ville d'Iracoubo. 
Précédemment inscrit au titre des monuments historiques par arrêté du 17 juillet 1991, le presbytère est ensuite classé au titre des monuments historiques par arrêté du 5 janvier 1993.